# شرکت مهندسی آب و فاضلاب کشور
شرکت مهندسی آب و فاضلاب کشور شرکتی زیرمجموعهٔ وزارت نیرو است که ساماندهی فعالیت‌های تصدی وزارت نیرو در امور آب و فاضلاب را بر عهده دارد. شرکت‌های آب و فاضلاب استانی زیرمجموعه این شرکت مادرتخصصی هستند.

## تاریخچه
در سال ۱۳۴۸، «شرکت سهامی خدمات مهندسی آب و برق» (مهاب) تأسیس شد.
در سال ۱۳۵۹، شرکت خدمات مهندسی آب و برق به «شرکت سهامی خدمات مهندسی آب» و «شرکت سهامی خدمات مهندسی برق» تجزیه شد.
در سال ۱۳۶۹، مطابق ماده ۱۷ قانون تشکیل شرکت‌های آب و فاضلاب، شرکت خدمات مهندسی آب به «شرکت مهندسی آب و فاضلاب کشور» تبدیل و سال بعد اساسنامه آن اصلاح شد.
این شرکت با تصویب هیئت وزیران در سال ۱۳۸۱ یک شرکت مادرتخصصی محسوب گردید.
اساسنامه جدید شرکت در سال ۱۳۸۱ به تصویب هیئت وزیران رسید که براساس آن، این شرکت سهامی خاص می‌باشد.
مدیرعامل این شرکت تا سال ۱۳۸۶، معاون وزیر نیرو در امور آب و فاضلاب محسوب می‌شد تا اینکه در این سال، معاونت‌های آب و آبفا ادغام شدند.

## ارکان شرکت
ارکان شرکت طبق اساسنامه عبارت است از:
- مجمع عمومی
- هیئت مدیره و مدیرعامل
- بازرس و حسابرس

ترکیب مجمع عمومی شامل وزیر نیرو (رئیس مجمع عمومی)، وزیر امور اقتصادی و دارایی، رئیس سازمان برنامه و بودجه کشور، وزیر کشور و وزیر راه و شهرسازی است.
رئیس هیئت مدیره که سمت مدیرعامل را نیز دارد، توسط وزیر نیرو انتخاب می‌شود.

## مدیران عامل
- غلامرضا منوچهری (۱۳۸۰–۱۳۶۸)[۸]
- عباس شفیعی (۱۳۸۵–۱۳۸۰)
- مجید نامجو (۱۳۸۸–۱۳۸۵)[۹]
- سید مهدی ثمره هاشمی (۱۳۹۲–۱۳۸۸)
- حمیدرضا جانباز (۱۴۰۰–۱۳۹۲)[۱۰]
- اتابک جعفری‌لور (۱۴۰۲–۱۴۰۰)[۱۱]
- هاشم امینی (اکنون–۱۴۰۲)[۱۲]